# Bindoon
Bindoon – miasto w Australii, w stanie Australia Zachodnia.